# Trachinotus mookalee
 Trachinotus mookalee és una espècie de peix de la família dels caràngids i de l'ordre dels perciformes.

## Morfologia
Els mascles poden assolir els cm de longitud total.

## Distribució geogràfica
Es troba a l'Índic i a l'oest del Pacífic.